# Bernardo de Quintaval (beato)

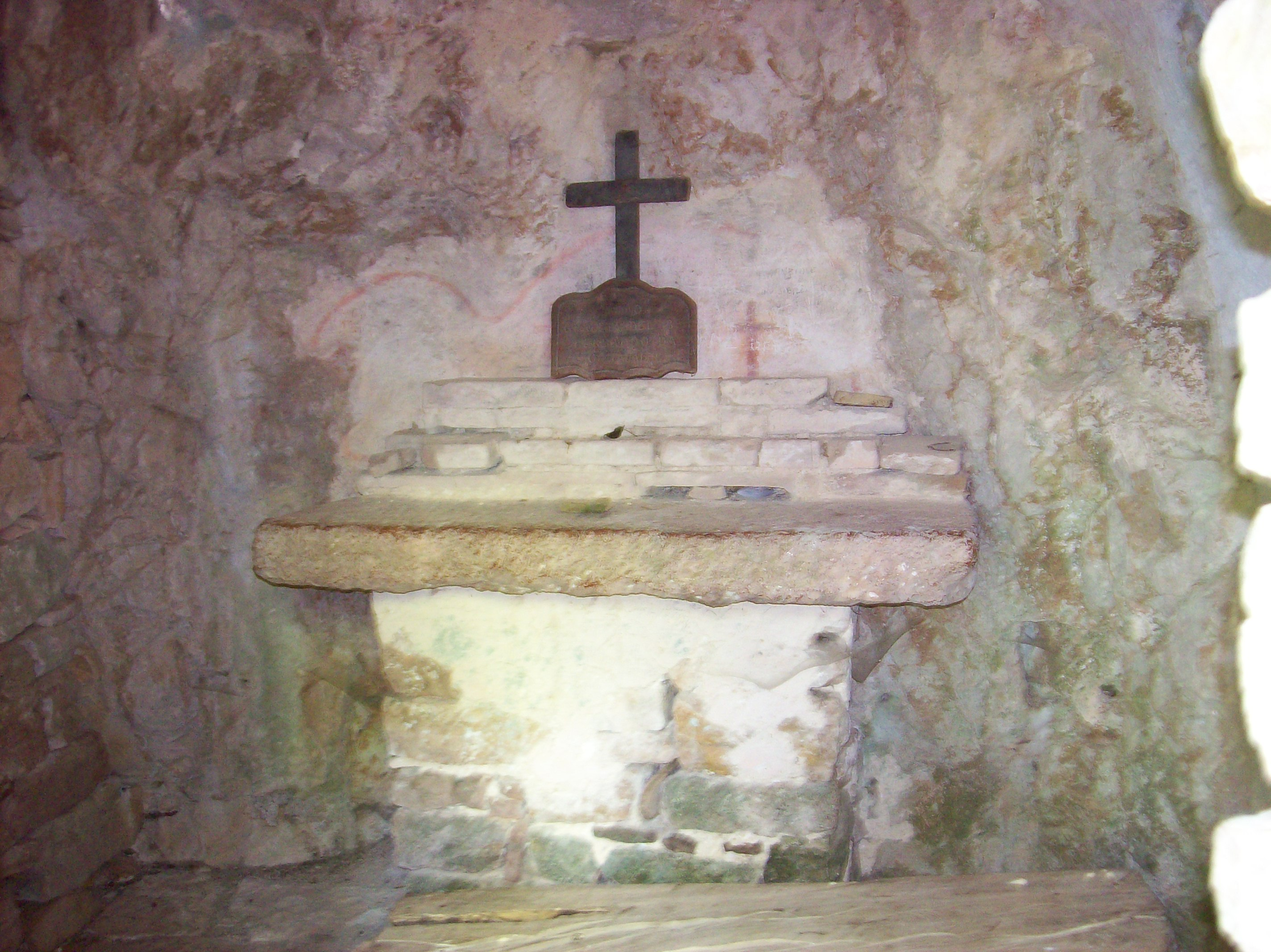
Gruta de Bernardo de Quintaval

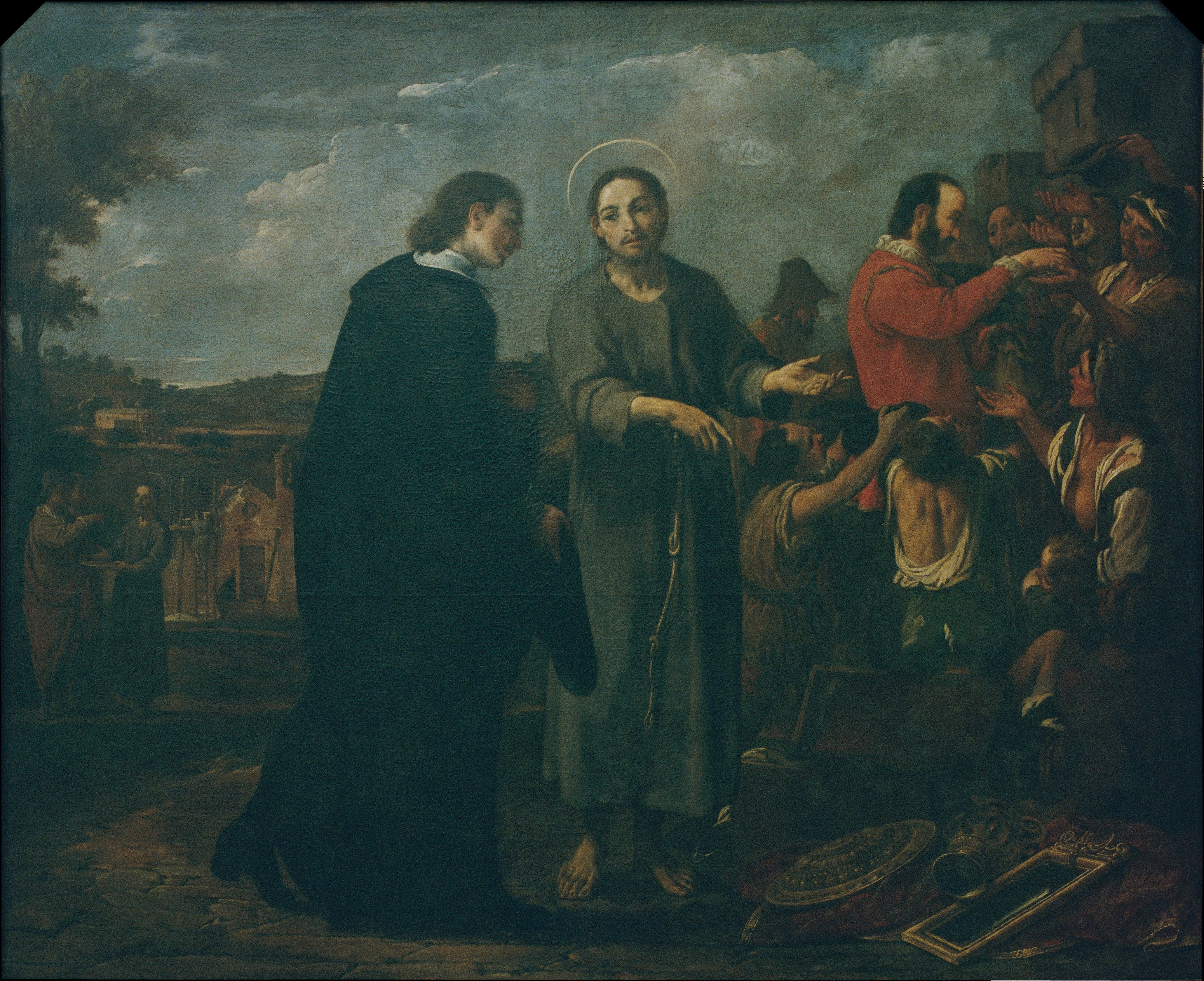
Bernardo de Quintaval reparte sus bienes a las personas más necesitadas

El beato Bernardo de Quintaval (Asís, 1180-Asís, 10 de julio de 1241) fue un religioso franciscano italiano y el primer discípulo de san Francisco de Asís.
Hijo de Quintavalle di Berardello, perteneciente a una familia adinerada. Estudió en la universidad de Bolonia de donde recibió su doctorado in utroque jure. Al igual que san Francisco de Asís, fue uno de los caballeros que participaron en las Cruzadas. Este rico comerciante se interesó por san Francisco a quien invitó repetidas veces a su casa. Finalmente, decidió seguirlo, dejándolo todo por el evangelio. Vendió todas sus pertenencias para entregárselas a los pobres.
Fue un hombre siempre fiel al ideal de Francisco; lo cual le trajo problemas, pues tras la muerte del santo, fue marginado de la orden y no se le tomó en cuenta. Continuó su andadura durante otros quince años, tras los cuales se retiró como ermitaño, permaneciendo allí hasta 1240. Al morir en Asís en 1241, fue enterrado junto al santo en la Basílica de Asís.